# Samtse

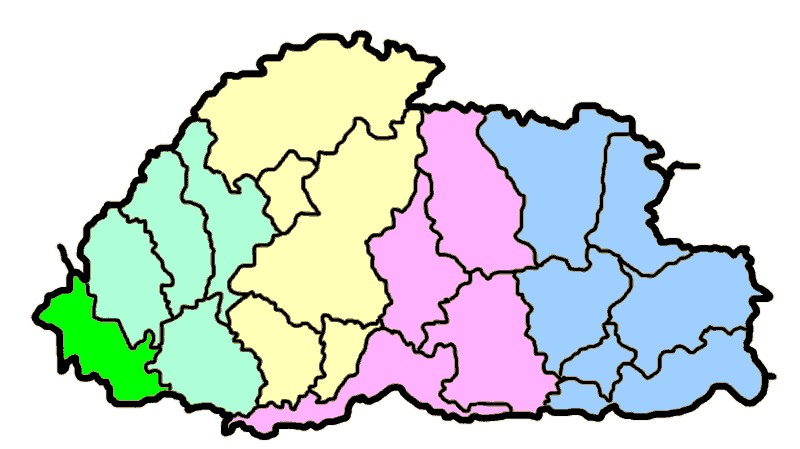
Localização de Samtse no Butão (verde destacado)

Samtse (Djongkha: བསམ་རྩེ་རྫོང་ཁག་) é um dos 20 distritos do Butão.